# Muhlenbergia setarioides
Muhlenbergia setarioides är en gräsart som beskrevs av Eugène Pierre Nicolas Fournier. Muhlenbergia setarioides ingår i släktet muhlygräs, och familjen gräs. Inga underarter finns listade i Catalogue of Life.